# Blue Dawn
Blue Dawn  es el trigésimo octavo álbum de estudio del grupo alemán de música electrónica Tangerine Dream. Publicado en 2006 por el sello Eastgate destaca por ser un álbum coescrito por Edgar Froese y Ralf Wadephul. Las canciones forman parte del material inédito grabado entre agosto y septiembre de 1988 durante la gira realizada por Estados Unidos.

## Producción
Grabado en los estudios Copeland Villa (Los Ángeles), el Hotel Sunset Marquee y masterizado en los estudios Eastgate de Viena Blue Dawn es uno de los casos en que los componentes del grupo compusieron canciones pero su edición se fue postergando. No es la primera vez en la trayectoria del grupo que se da esa circunstancia: la compilación The Dream Roots Collection (1996) coescrita por Edgar Froese y Christopher Franke o Kyoto (2005) coescrito por Froese y Johannes Schmoelling, son algunos ejemplos.

"Después de muchos años recibí una llamada de Edgar preguntándome si estaría interesado en colaborar nuevamente en un proyecto de estudio sobre los bocetos sin concluir compuestos durante la gira de 1988 realizada en los Estados Unidos."
Ralf Wadephul 

Ralf Wadephul, integrante de Tangerine Dream durante un breve lapso de tiempo a finales de los años 80, aportó seis bocetos escritos en ese periodo que fueron completados en 2005 para la edición del álbum. Por su parte Edgar Froese, además de impulsar el proyecto, aportó cuatro composiciones. Paul Haslinger, también integrante del grupo en esa etapa, aparentemente no colaboró ni participó en el álbum.

"Comencé a buscar en mi biblioteca archivos del año 88. Después de semanas encontré estas cintas en uno de mi discos duros. El resultado sonaba muy parecido a lo que hicimos en la gira así que tuve que pulirlo y agregar nuevos sonidos. Al mismo tiempo Edgar hizo lo mismo con algunos de sus materiales más antiguos "de gira".(...) Nos reunimos en Viena en 2005 para verificar todo el material y, qué sorpresa, la mayoría de la música se fusionó tan suavemente que no llevó más de dos semanas completar el disco. Y estaba allí: ¡el viejo y potente sonido analógico!.(...) Finalmente sentimos que las versiones iniciales estaban incompletas por lo que decidimos darle a la música coloraciones adicionales para llevarlas a un mejor nivel. ¡Solo queríamos hacerlo bien!."
Ralf Wadephul 

## Lista de temas
| N.º   | Título                            | Escritor(es)  | Duración |  |
| 1.    | «Where Dreams Are Large And Airy» | Edgar Froese  | 6:21     |  |
| 2.    | «Riding The Wind»                 | Ralf Wadephul | 4:37     |  |
| 3.    | «Thunderheads»                    | Edgar Froese  | 7:27     |  |
| 4.    | «Eagle's Crest»                   | Ralf Wadephul | 5:37     |  |
| 5.    | «Food For The Gods»               | Ralf Wadephul | 8:24     |  |
| 6.    | «Without A Bad Conscience»        | Edgar Froese  | 6:02     |  |
| 7.    | «Cardamon Route»                  | Ralf Wadephul | 5:02     |  |
| 8.    | «A World Away From Gagaland»      | Edgar Froese  | 7:06     |  |
| 9.    | «Native Companions»               | Ralf Wadephul | 4:14     |  |
| 10.   | «Blue Dawn»                       | Ralf Wadephul | 7:01     |  |
| 61:51 |                                   |               |          |  |

## Personal
- Edgar Froese - guitarras, sintetizadores, programaciones, diseño de cubierta, ingeniero de grabación y producción
- Ralf Wadephul - sintetizadores, programaciones e ingeniero de grabación
- Thorsten Quaeschning - mezcla
- Monique Froese - fotografía